# Montrose (línea Marrón)
Montrose es una estación en la línea Marrón del Metro de Chicago. La estación se encuentra localizada en 1817 West Montrose Avenue en Chicago, Illinois. La estación Montrose fue inaugurada el 18 de mayo de 1907.  La Autoridad de Tránsito de Chicago es la encargada por el mantenimiento y administración de la estación. La estación fue reabierta el 26 de noviembre de 2007 después de ser remodelada.

## Descripción
La estación Montrose cuenta con 2 plataformas laterales y 2 vías. 

## Conexiones
La estación es abastecida por las siguientes conexiones de autobuses: 
- Rutas del CTA Buses: #78 Montrose